# Woodland Park Zoo
Le Woodland Park Zoo est une organisation de conservation de la faune et un jardin zoologique situé dans le quartier de Phinney Ridge à Seattle, dans l'État de Washington, aux États-Unis. Il est le récipiendaire de nombreux prix à travers de multiples catégories.

## Histoire
Occupant la moitié ouest du parc Woodland, le zoo a commencé comme une petite ménagerie sur le domaine de Guy C. Phinney, un propriétaire de scierie et promoteur immobilier né au Canada. Six ans après la mort de Phinney, le 28 décembre 1899, la femme de Phinney vend le Woodland Park de 76 hectares à la ville pour 5 000 $ en espèces et la prise en charge d'une hypothèque de 95 000 $. La somme était si importante que le maire de l'époque, W. D. Wood, a mis son veto à l'acquisition, qui a ensuite été annulée par le conseil municipal. En 1902, la firme Olmsted Brothers de Boston a été embauché pour concevoir les parcs de la ville, y compris Woodland Park, et l'année suivante, la collection de la ménagerie privée de Leschi Park a été déplacée à Phinney Ridge.
En 1975, David Hancocks, alors directeur du zoo de Woodland Park, repense l'exposition sur les gorilles du zoo pour former ce que l'on a appelé des expositions d'immersion dans le paysage, dans lesquelles les animaux seraient immergés dans des paysages qui représentaient le plus fidèlement possible leur habitat naturel. L'habitat a été conçu avec des plantes naturelles et des pierres, une attention particulière étant accordée au traitement acoustique de l'exposition pour rendre l'environnement doux et calme. Initialement, l'idée a été fortement critiquée, de nombreux experts étant préoccupés par le maintien de la végétation et le manque de visibilité, ainsi que l'environnement tempéré de Washington affectant négativement le sol. L'idée est finalement devenue la norme pour les expositions naturalistes, inspirant de nombreux imitateurs et répliques dans le monde entier.

## Galerie d'images

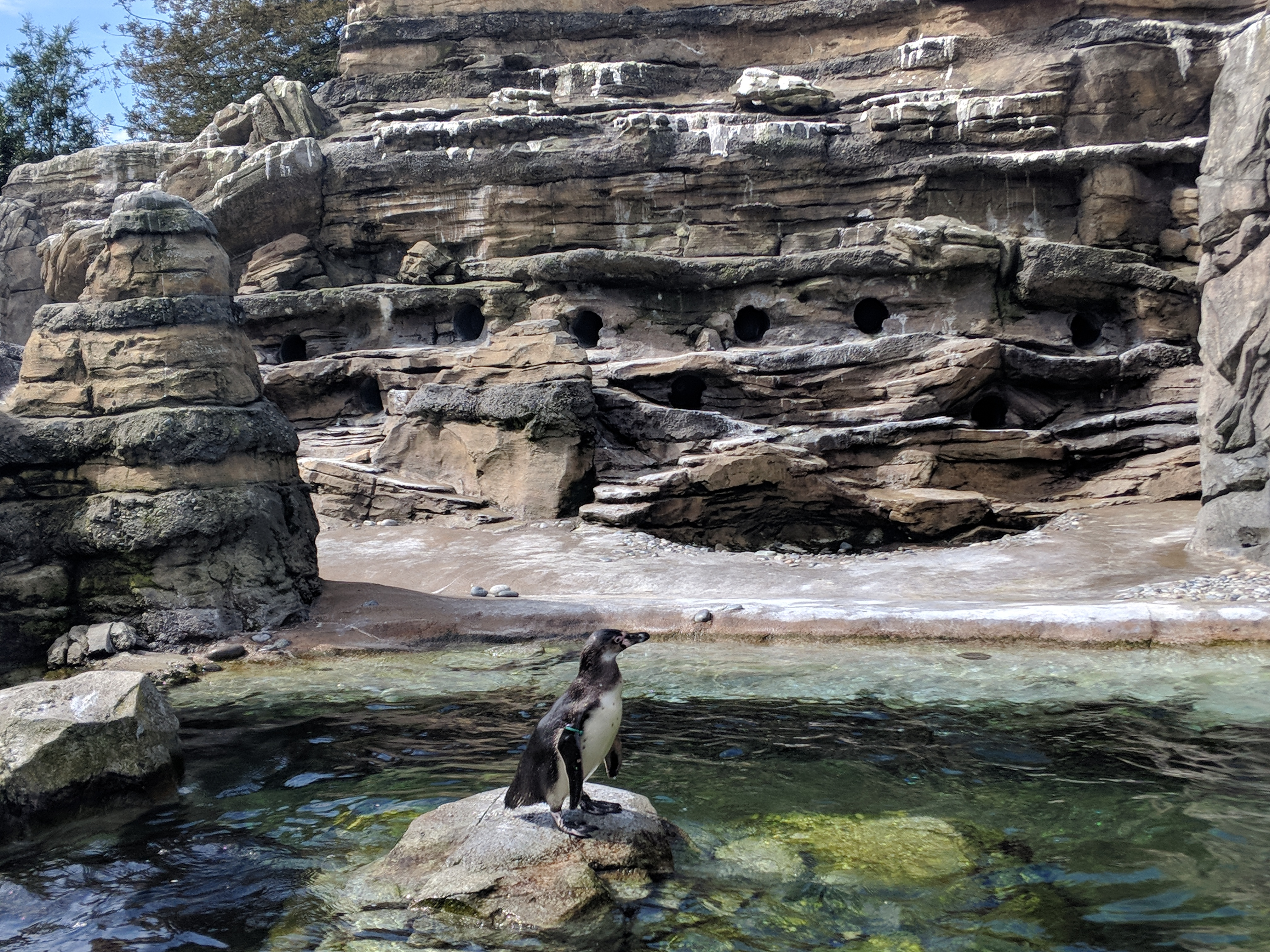
Pingouins
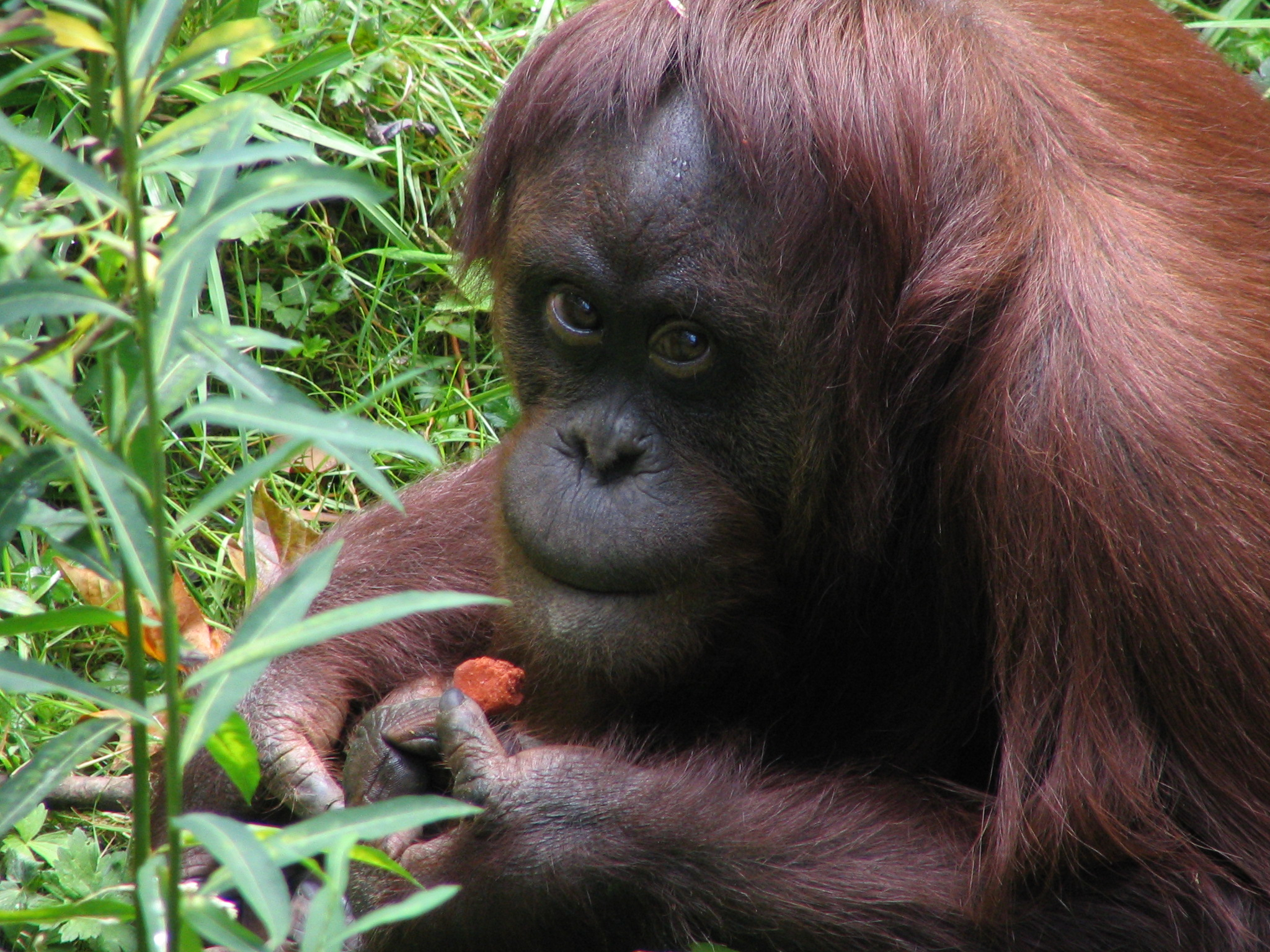
Orang-outan
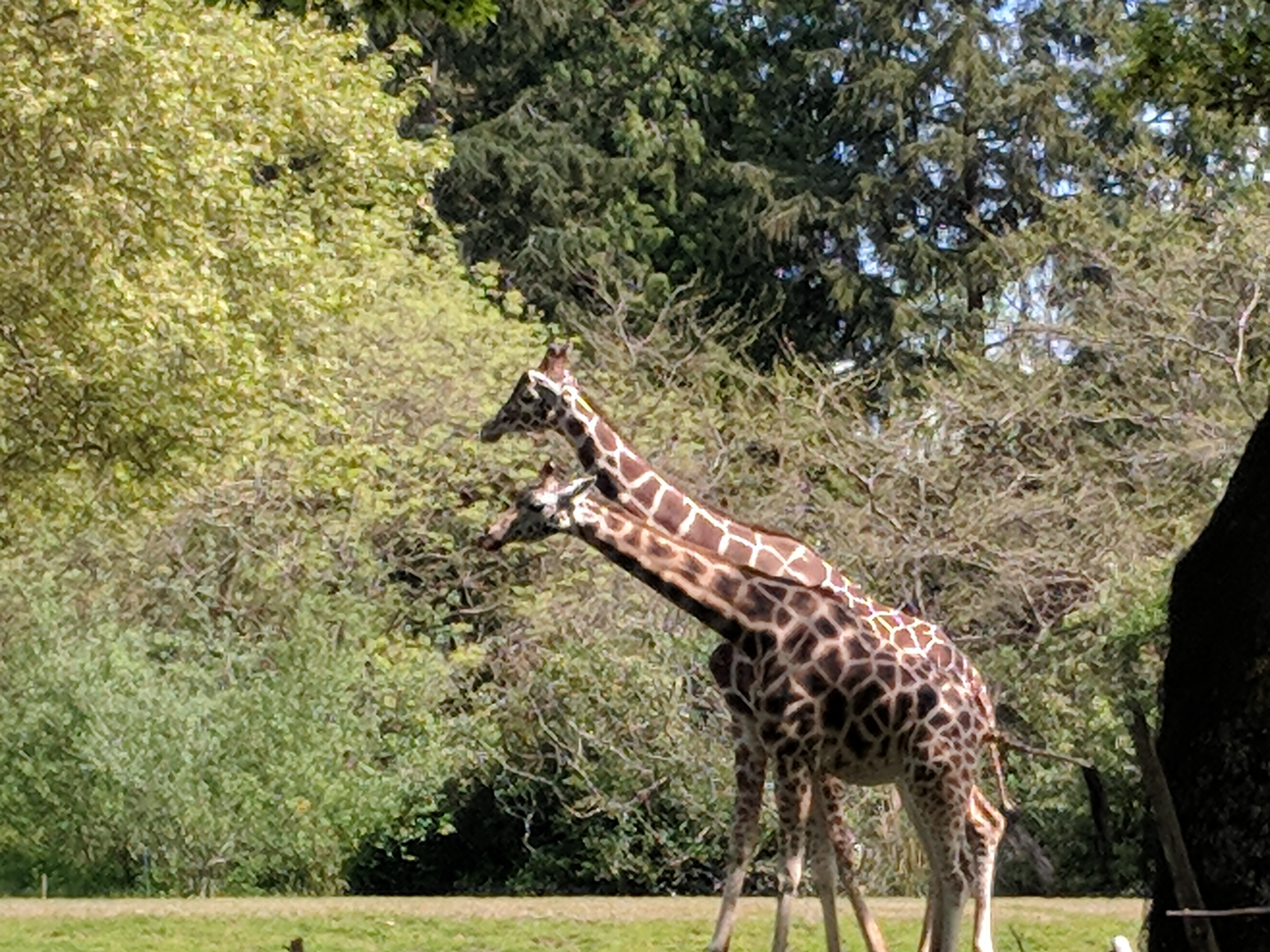
Girafes
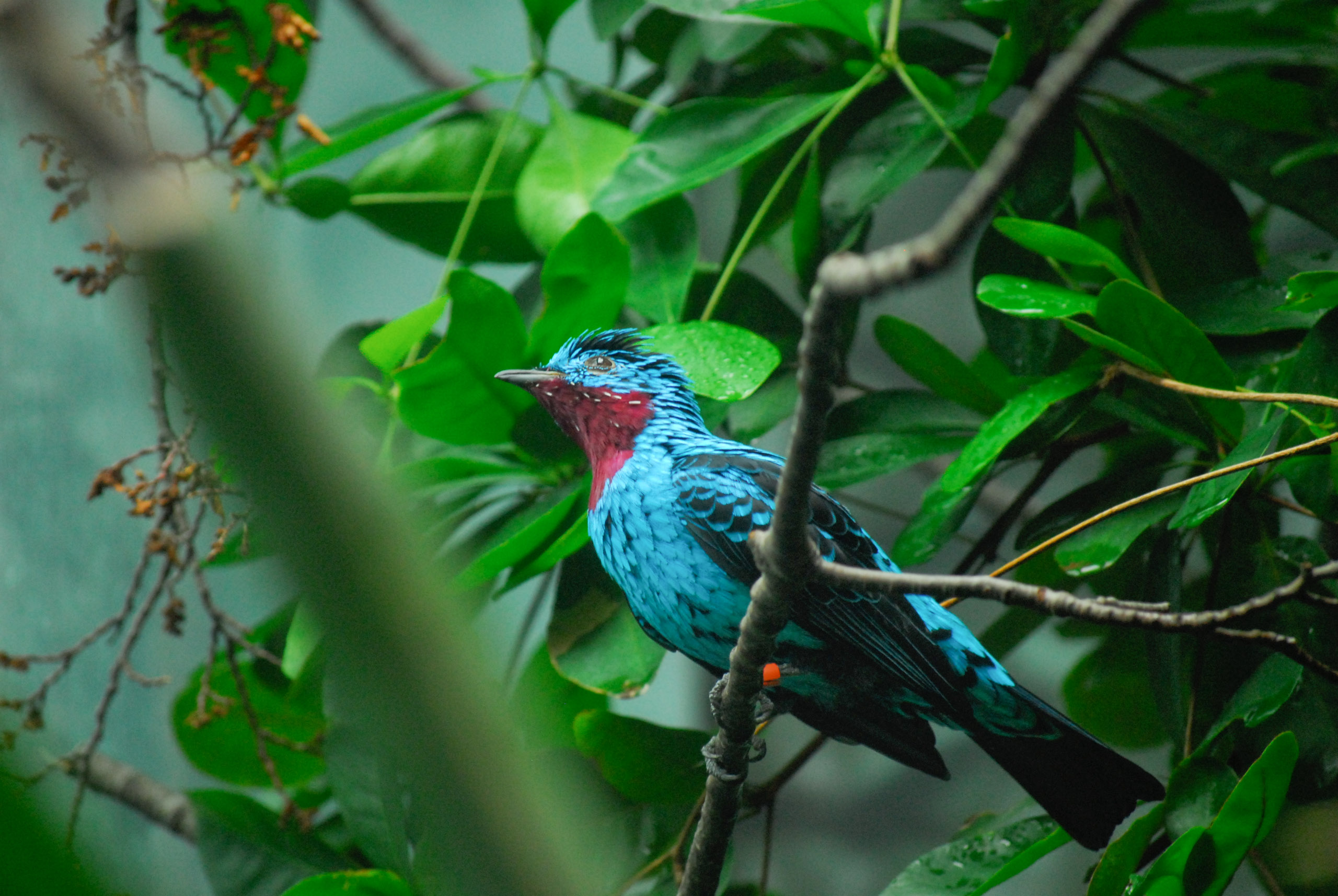
Cotinga de Cayenne
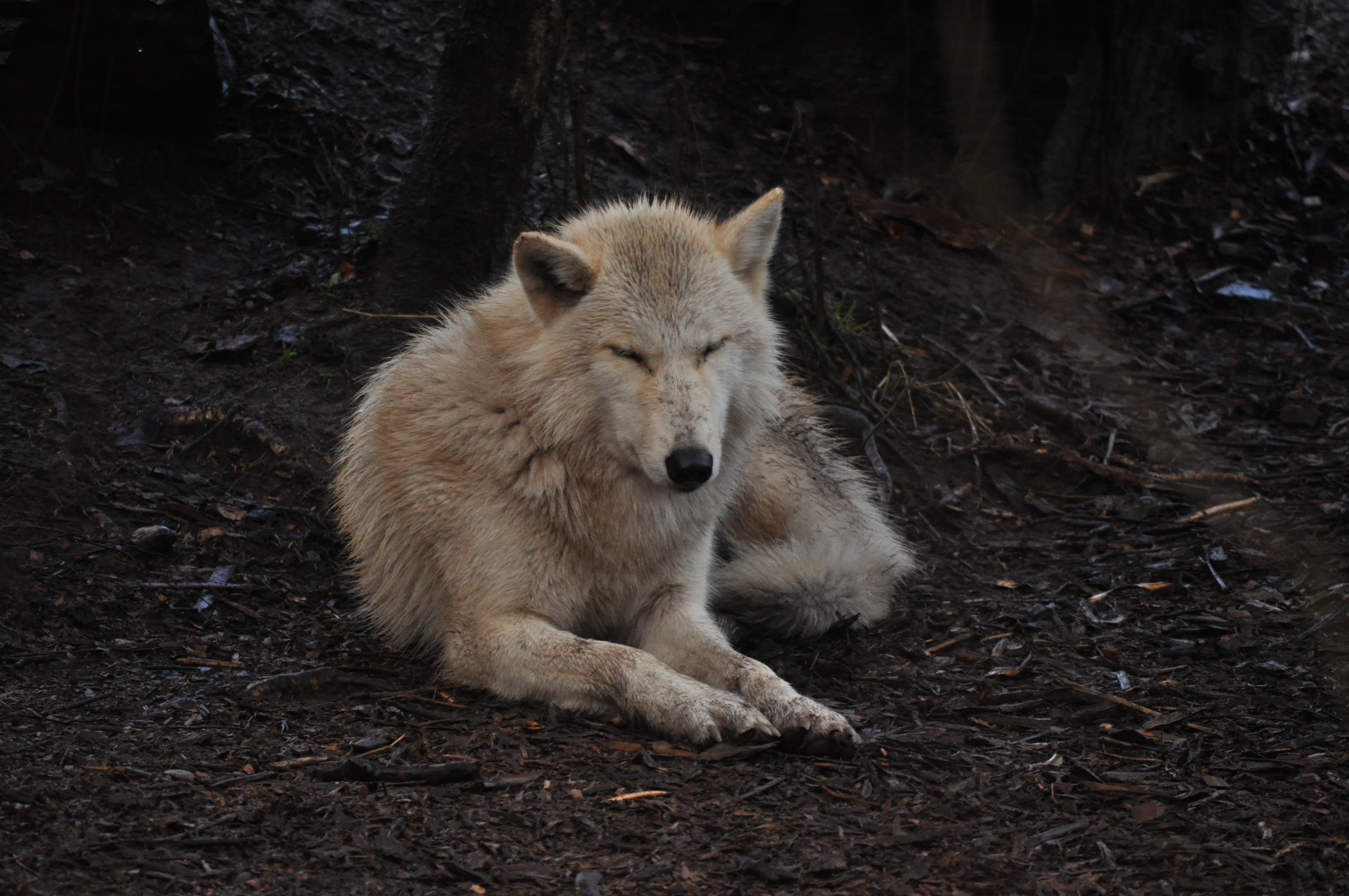
Loup gris
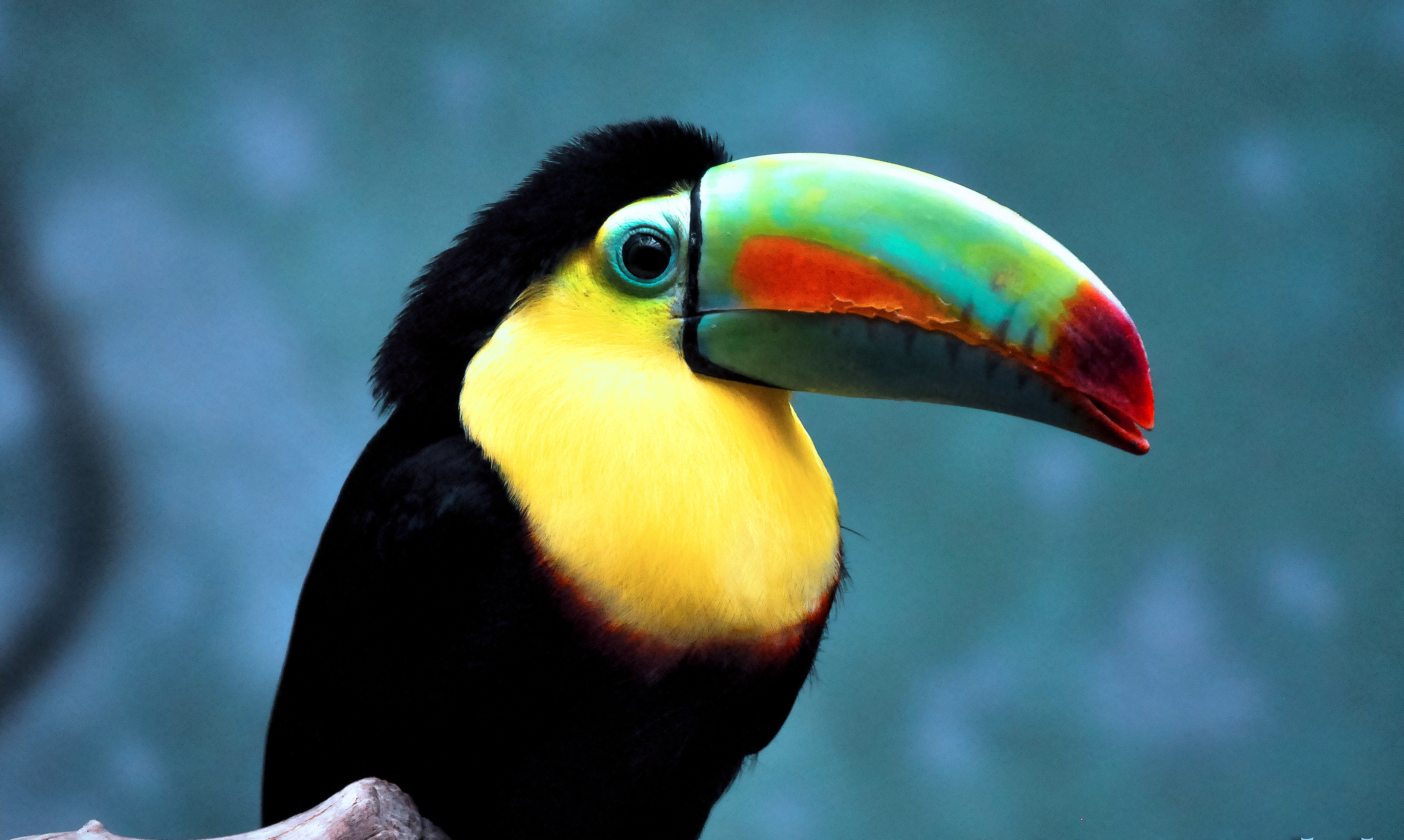
Toucan à carène
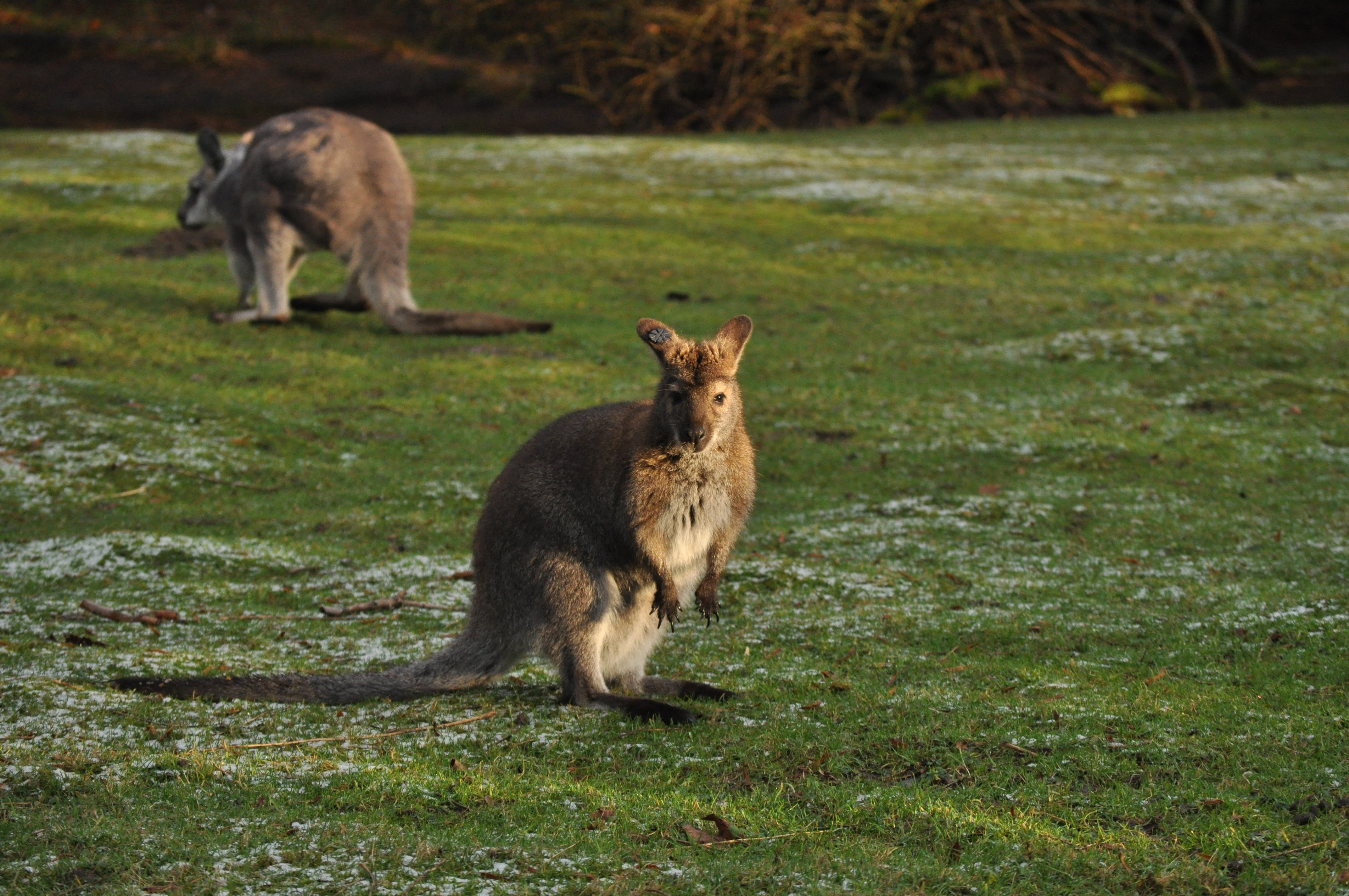
Wallaby
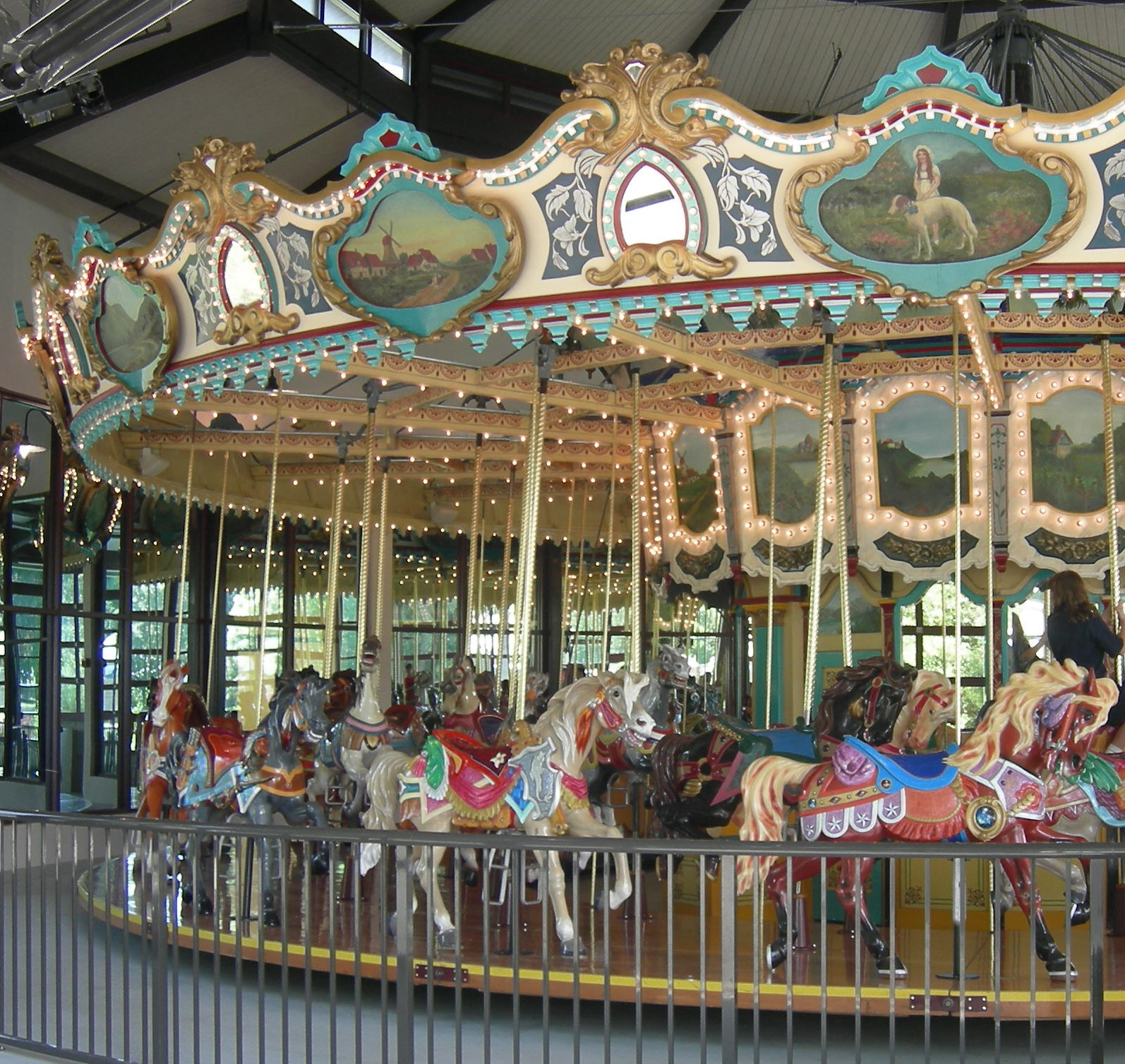
Woodland Park Zoo Carousel